# Kim Da-som
Kim Da-som (en hangul, 김다솜; en hanja, 金多順; Gwangju, Gyeonggi, 6 de mayo de 1993), también conocida artísticamente como Dasom (en hangul, 다솜), es una cantante y actriz surcoreana. Fue miembro del grupo femenino surcoreano Sistar.

## Carrera
Desde agosto de 2021 es miembro de la agencia Story J Company. Previamente fue miembro de la agencia "King Kong by Starship" (antes conocida como "King Kong Entertainment") de Starship Entertainment (스타쉽 엔터테인먼트) por once años hasta junio de 2021.

### Predebut
Antes de cantar, Dasom había entrado y ganado en varios concursos de poemas y composiciones.

### Sistar
En junio de 2010, Dasom hizo su debut como miembro de Sistar en Music Bank de KBS con el sencillo debut «Push Push».

### Carrera en solitario
Dasom apareció en el vídeo musical de la canción «Rock Ur Body» de VIXX la cual fue publicada el 13 de agosto de 2012. Ella también apareció en el vídeo musical «Please Don't...» de K.Will publicado el 10 de octubre de 2012.
El 15 y 16 de enero, Dasom fue una MC de Golden Disk Awards, celebrado en Malasia. Ella obtuvo el papel principal del vídeo musical «Love Blossom» de K.Will.
Dasom interpretó el papel principal del drama Melody of Love.
El 20 de abril de 2015, se reveló que Dasom se unirá al reality show Law of the Jungle junto con Jinwoon de 2AM. El reality show comenzó a emitirse en mayo.
El 14 de junio de 2015, se reveló que Dasom se uniría a la serie de variedades My Little Television de MBC como invitada regular.
El 6 de julio de 2015, se reveló que Dasom protagonizaría un drama titulado The Eccentric Daughter-in-Law. Ella estaría interpretando a Oh In Young, miembro de un grupo de chicas. El drama contiene doce episodios y comenzó a emitirse el 17 de agosto de 2015.
En enero de 2017, Starship Entertainment publicó Vintage Box Vol. 4, una colaboración de Dasom y 40.
En julio de 2020, se anunció que se había unido al elenco recurrente de la serie Did We Love?, donde interpretó a la actriz Joo Ah-rin.

## Filmografía

### Series de televisión
| Año     | Título                         | Rol             | Canal | Notas                           | Ref.                 |
| ------- | ------------------------------ | --------------- | ----- | ------------------------------- | -------------------- |
| 2012    | Shut Up Family                 | Woo Da Yoon     | KBS2  | Papel de apoyo                  |                      |
| 2013-14 | Melody of Love                 | Gong Deul Im    | KBS1  | Papel principal                 |                      |
| 2015    | The Eccentric Daughter-in-Law  | Oh In Young     | KBS1  | Papel principal                 |                      |
| 2017    | Band of Sisters                | Yang Dal-hee    | SBS   |                                 |                      |
| 2018    | Ms. Kim’s Mystery              | Ms. Kim         | KBS2  | Drama Special                   |                      |
| 2019    | The Last Empress               | Yang Dal-hee    | SBS   | Aparición especial, ep. 28 y 31 |                      |
| 2019    | He Is Psychometric             | Det. Eun Ji-soo | tvN   |                                 |                      |
| 2019    | Beautiful Love, Wonderful Life | Actriz          | KBS2  | Aparición especial, ep. 3       |                      |
| 2020    | Did We Love?                   | Joo Ah-rin      | JTBC  |                                 |                      |
| 2023    | Kokdu: Season of Deity         | Tae Jeong-won   | MBC   |                                 | [ 15 ] [ 16 ]        |
| 2024    | Serendipity's Embrace          | Kim Hye-ji      | tvN   |                                 | [ 17 ] [ 18 ] [ 19 ] |
| 2025    | Salon de Holmes                | Park So-hee     | ENA   |                                 | [ 20 ] [ 21 ]        |

### Películas
| Año  | Título              | Rol | Notas          |
| ---- | ------------------- | --- | -------------- |
| 2015 | Like a French Movie |     | Papel de apoyo |

### Programas de variedades
| Año                    | Título                     | Papel                   | Episodio                             |
| ---------------------- | -------------------------- | ----------------------- | ------------------------------------ |
| 2012                   | Running Man                | Ella misma              | Ep. 95                               |
| 2013                   | Beauty and the Beast       | Ella misma              | –                                    |
| 2013                   | Idol Song Battle           | Ella misma              | –                                    |
| 2013                   | Shinhwa Broadcast          | Ella misma              | Ep. 45, 46                           |
| 2013                   | Running Man                | Ella misma (con Hyolyn) | Ep. 162                              |
| 2015                   | Law of the Jungle in Yap   | Ella misma              | Ep. 169 - 170                        |
| 2015                   | My Little Television       | Anfitriona              | Ep. 9, 10                            |
| 2016                   | Talents for Sale           | Ella misma              | Ep. 7, 8                             |
| 2016                   | Knowing Bros               | Ella misma              | Ep. 32                               |
| 2016                   | Battle Trip                | Ella misma              | Ep. 42-45 - participó con Dasom      |
| 2016                   | Running Man                | Ep. 307                 |                                      |
| 2012, 2013, 2014, 2016 | Hello Counselor            | Ella misma              | Invitada, Ep. 82, 129, 166, 182, 283 |
| 2020                   | Law of the Jungle in Chuuk | Ella misma              | miembro                              |

### Presentadora
| Año  | Acontecimiento          | Fecha            |
| ---- | ----------------------- | ---------------- |
| 2012 | Show! Music Core        | 4 de agosto      |
| 2013 | 27th Golden Disk Awards | 15 y 16 de enero |
| 2013 | M! Countdown            | 7 de febrero     |
| 2014 | Hallyu Dream Concert    | 28 de septiembre |

### Aparición en vídeos musicales
| Año  | Canción           | Artista           | Vídeo               |
| ---- | ----------------- | ----------------- | ------------------- |
| 2012 | «Rock Ur Body»    | VIXX              | CJENMMUSIC Official |
| 2012 | «Please Don't...» | K.Will            | starshipTV          |
| 2013 | «Love Blossom»    | K.Will            | starshipTV          |
| 2014 | «Some»            | Soyou & Jung GiGo | starshipTV          |

## Discografía

### Colaboraciones y bandas sonoras
| Año  | Título                            | Canción       | Artista                             |
| ---- | --------------------------------- | ------------- | ----------------------------------- |
| 2014 | Melody of Love OST                | «Yayaya»      | Dúo con Kim Tae Hyung               |
| 2015 | Honestly                          | «Honestly»    | Narradora en la canción de Monsta X |
| 2015 | The Eccentric Daughter-in-Law OST | «You're Mine» | Ella misma                          |
| 2017 | Vintage Box Vol. 4                | «You & I»     | Colaboración con 40                 |

## Premios y nominaciones
| Año  | Premio                                       | Categoría                         | Trabajo nominado | Resultado |
| ---- | -------------------------------------------- | --------------------------------- | ---------------- | --------- |
| 2013 | KBS Drama Awards                             | Mejor Nueva Actriz                | Melody of Love   | Nominados |
| 2013 | KBS Drama Awards                             | Mejor Pareja (con Baek Sung-hyun) | Melody of Love   | Nominados |
| 2014 | 50th Baeksang Arts Awards                    | Actriz Más Popular de TV          | Melody of Love   | Nominada  |
| 2014 | 7th Korea Drama Awards                       | Mejor Nueva Actriz                | Melody of Love   | Nominada  |
| 2014 | 16th Seoul International Youth Film Festival | Mejor Joven Actriz                | Melody of Love   | Nominada  |
| 2014 | 3rd APAN Star Awards                         | Mejor Nueva Actriz                | Melody of Love   | Nominada  |